# Ranunculus obtusidentatus
Ranunculus obtusidentatus är en ranunkelväxtart som beskrevs av W.Koch och Dunkel. Ranunculus obtusidentatus ingår i släktet ranunkler, och familjen ranunkelväxter. Inga underarter finns listade i Catalogue of Life.